# 日本建築家協会

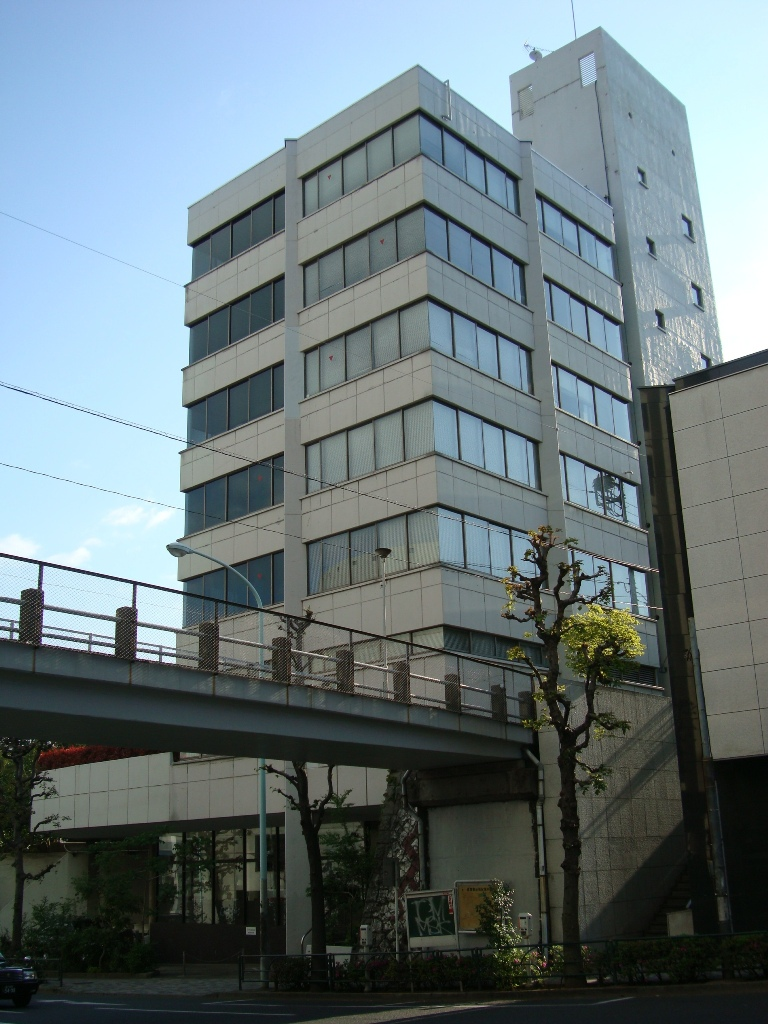
JIA会館 （東京・原宿）

公益社団法人日本建築家協会（にほんけんちくかきょうかい、JIA、英称 : The Japan Institute of Architects）は、建築家で構成する公益法人である。

## 概要
1947年に日本建築設計監理協会として発足。1955年の国際建築家連合（UIA）への加盟に伴い、翌1956年に改組・改名して日本建築家協会となる。その後、日本建築設計監理協会連合会と合併し、1987年に新日本建築家協会となり、1996年に名称を日本建築家協会と変更し、現在に至る。
再発足した新日本建築家協会(JIA)では建築家の職能のを目指す団体で約7、000人弱の会員によって構成されていた。その後建築家の職能原則5項目をあらためて提示しPRに努めており
「建築家は依頼者及び社会の期待に応え、人と人を結ぶ美しい快適な環境りをめざし、「建築」の精神によって絶えず新たなる創造へ向い、人間の幸せに寄与します」とし、
1、依頼者及び社会公共への責任、
2、専門家としての資質と研鑽、
3、自由と独立の立場、
4、権利と利他主義、
5、職能団体 という以上の5項目を掲げている。
本部は東京都渋谷区神宮前2-3-18に所在するJIA会館にあり、支部はJIA会館を含めて10箇所ある。
公益社団法人に移行した2013年に制定された定款によれば、正会員は、一級建築士の免許登録後5年以上設計監理業務を行った者とされる。一方、移行前の定款においては、一級建築士の免許登録は要件とされていなかった。旧定款に基づき正会員となった者で、新定款の要件を満たさない者の会員資格の取扱いについては、定款には明示されていない。

## 歴代会長
- 初代 - 丹下健三
- 2代目 - 北代禮一郎
- 3代目 - 林昌二
- 4代目 - 鬼頭梓
- 5代目 - 穂積信夫
- 6代目 - 村尾成文
- 7代目 - 大宇根弘司
- 8代目 - 小倉善明
- 9代目 - 仙田満
- 10代目 - 出江寛
- 11代目 - 芦原太郎
- 12代目 - 六鹿正治
- 13代目 - 佐藤尚巳

## 建築賞
日本建築大賞・日本建築家協会賞
日本建築家協会の本賞にあたる。年間を通じて特に際立った成果をあげた作品を表彰する。
JIA新人賞
作品を通じて新進の建築家を表彰する。
JIA 環境建築賞
環境に関連するテーマを通じて、社会資本としての建築を創造することができたものを評価する。
JIA 25年賞
25年以上に亘り「長く地域の環境に貢献し、風雪に耐えて美しく維持され、社会に対して建築の意義を語りかけて来た建築物」を表彰する。